# Ordem de Primeiro de Julho
A Ordem de Primeiro de Julho (chinês simplificado: 七一勋章) é uma ordem de honra da República Popular da China concedida pelo Secretário-Geral do Partido Comunista da China, Líder Supremo do Estado. É a condecoração mais alta concedida a membros do Partido Comunista da China, estabelecida em 22 de julho de 2017. A medalha, com o vermelho e ouro como suas cores principais, é formado por símbolos chave do partido, como a foice e martelo e uma estrela de cinco pontas.
Instituída pelo Partido Comunista da China e nomeada em homenagem à data de fundação do partido, foi concedida pela primeira vez em 29 de junho de 2021 pelo então Secretário-Geral Xi Jinping, às vésperas do centenário do Partido Comunista da China.
Um total de 29 membros foram condecorados, escolhidos em razão de suas contribuições para o desenvolvimento do socialismo com características chinesas e dos grandes feitos que realizaram ao país em nome do partido. Nenhum dos 29 membros faziam parte das altas fileiras do partido, embora generais e empresários também tenham sido condecorados. Além disso, também foram condecorados operários, cientistas, artistas, diplomatas, veteranos de guerra, professores, representantes de minorias étnicas, entre outros.
Chen Hongjun, um soldado do Exército de Libertação Popular que foi morto durante os conflitos fronteiriços entre China e Índia em 2020 recebeu uma condecoração póstuma.

## Cerimônia
No dia 29 de junho de 2021, uma cerimônia foi realizada no Grande Salão do Povo, em Pequim, para condecorar 29 membros do Partido Comunista da China escolhidos por realizarem grandes contribuições para o desenvolvimento do socialismo com características chinesas e grandes feitos ao país em nome do partido.
A fala de abertura de cerimônia foi realizada por Wang Huning, membro do Comitê Permanente do Politburo e Secretário do Secretariado Central do Partido Comunista da China.
Após a entrega das medalhas, um grupo de crianças dos Jovens Pioneiros da China entrou no salão e deu flores aos condecorados. Após isso, Zhang Guimei, professora condecorada por seus esforços na luta pela educação de garotas em situação de pobreza, fez um discurso em nome dos premiados.
O discurso de encerramento foi realizado pelo secretário-geral Xi Jinping. Em sua fala, Xi afirmou que os condecorados se tratam de pessoas "enraizadas no povo" e que “quanto maior é a causa, maiores são os desafios". Além disso, também disse que “todos os membros do partido precisam manter o espírito de ousar fazer o sol e a lua brilharem em novos céus", citando um poema do líder revolucionário e fundador da República Popular da China, Mao Zedong.

## Condecorados

### Ai Aiguo
Supervisor chefe da Associação de Soldagem da Província de Hunan. Deu diversas contribuições para a tecnologia de soldagem durante sua carreira de cinco décadas. Listado entre os "10 Operários de Excelência" da China.

### Chai Yunzhen
Ex-oficial do Birô de Finanças do Condado de Yuechi, província de Sichuan. Lutou em diversas batalhas, incluindo a Guerra para Resistir à Agressão dos EUA e Ajudar a Coreia.

### Chen Hongjun
Comandante de batalhão. Martirizado em 15 de junho de 2020 em uma batalha na fronteira sino-indiana. Nomeado como herói por defender o país e salvaguardar as fronteiras.

### Cui Daozhi
Ex-investigador na Divisão de Tecnologia Criminal do Departamento de Segurança Pública da província de Heilongjiang. Um dos primeiros oficiais de polícias de tecnologia criminal da China e um analista destacado de marcas de projéteis. Trabalhou envolvido no exame de milhares de evidências materiais para grandes casos.

### Dolgar
Vice-Presidente da Federação de Mulheres da Região Autônoma do Tibete. Dedicou décadas à patrulha de pastoreio para salvaguardar a fronteira tibetana. Condecorada como "Pessoa Modelo dos Tempos".

### Guo Ruixiang
Ex-Comissário Político Adjunto no Subdistrito Militar de Duyun, província de Guizhou. Lutou em muitas batalhas antes da fundação da República Popular da China. Exerceu um papel crítico para o Partido Comunista da China na Guerra de Libertação.

### Huang Baomei
Ex-Vice Presidente do sindicato na 17ª Shanghai Textile Mill. Envolvida no estabelecimento de diversas fábricas de algodão têxtil mesmo após sua aposentadoria. Duas vezes condecorada como "Operária Modelo Nacional".

### Huang Dafa
Ex-Secretário do Partido Comunista na vila Caowangba, na cidade de Zunyi, província de Guizhou. Passou mais de três décadas liderando esforços de construção para dois grandes canais.

### Huang Wenxiu
Ex-Primeira Secretária do Partido Comunista na vila Baini do condado de Leye, Região Autônoma Zhuang de Guangxi. Dedicou-se ao trabalho voluntário em áreas atingidas pela pobreza de Guangxi após completar seus estudos. Condecorada como "Modelo Nacional na Redução da Pobreza".

### Lan Tianye
Ex-ator e diretor do Teatro de Arte Popular de Pequim. Contribuiu para dezenas de peças famosas, incluindo "Casa de Chá". Condecorado como "Membro do Partido de Excelência Nacional".

### Li Hongta
Ex-Vice Presidente do Comitê Provincial de Anhui da Conferência Consultiva Política do Povo Chinês (CCPPC). Membro do comitê nacional da 11ª e 12ª CCPPC. Trabalhou no serviço público por 18 anos, em sua maior parte atendendo menores e idosos.

### Lin Dan
Secretária do Partido Comunista da China no comitê da comunidade Junmen em Fuzhou, província de Fujian. Trabalhou para melhorar a governança em comunidades residenciais. Instituiu programas voltados para a melhoria da comunicação entre oficiais e residentes locais.

### Liu Guijin
Ex-diplomata. Dedicou aproximadamente 40 anos de trabalho ao fortalecimento das relações entre China e África, conquistando grandes contribuições na promoção da amizade e cooperação sino-africana.

### Lyu Qiming
Compositor para cinema e TV. Trabalhou em centenas de canções e trilhas sonoras, incluindo "As Guerrilhas da Ferrovia" e "Trovoadas". Condecorado com o "Prêmio de Conquista Vitalício" da Chinese Golden Ball Music.

### Lu Yuanjiu
Consultor para a Corporação de Ciência e Tecnologia Aeroespacial da China. Um grande contribuinte para o projeto Duas Bombas e Um Satélite da China. Honrado por seu trabalho em desenvolvimento aeroespacial.

### Ma Maojie
Ex-Gerente Adjunta da Anhui Garments Shoes & Caps Industrial Co. Heroína da campanha de travessia do Rio Yangtzé durante a Guerra de Libertação (Guerra Civil Chinesa), tendo liderado três unidades do Exército de Libertação Popular na travessia enquanto estava ferida.

### Memetjan Umar
Ex-secretário do Partido Comunista no condado de Yining, na Região Autônoma Uigur de Xinjiang. Uma figura de destaque na luta contra o extremismo religioso em Xinjiang. Condecorado como "Membro do Partido de Excelência Nacional".

### Qu Duyi
Ex-editora da Agência de Notícias Xinhua. Ajudou a estabelecer o gabinete da Xinhua em Moscou. Trabalhou como intérprete de russo para oficiais sêniores.

### Shi Guangyin
Antigo secretário do Partido Comunista na vila Shilisha, província de Shaanxi. Figura chave na construção da "Grande Muralha Verde" no Deserto de Mu Us. Condecorado como "Herói Nacional no Controle de Desertos".

### Sun Jingkun
Ex-líder do Time de Produção Nº 1 na vila Shancheng, província de Liaoning. Participou em grandes batalhas durante a Guerra de Libertação. Recebeu uma medalha de honra de primeira-classe pelo serviço na Guerra para Resistir à Agressão dos EUA e Ajudar a Coreia.

### Ting Bateer
Membro do 13º Comitê Nacional da Conferência Consultiva Política do Povo Chinês. Dedicou mais de 50 anos ao trabalho com o meio ambiente em áreas pastorais. Honrado como "Membro do Partido de Excelência Nacional" e "Pioneiro da Reforma".

### Wang Lanhua
Secretária do Partido Comunista da China no distrito de Jinxing, Wuzhong, Região Autônoma Hui de Ningxia. Dirige um grupo voluntário para residentes de um distrito em Ningxia, onde atuar em serviços comunitários fornecendo assistência para idosos e pessoas com deficiências.

### Wang Shumao
Líder adjunto da milícia estatal do distrito de Tanmen, província de Hainan. Membro da equipe de construção das Ilhas Nansha. Forneceu treinamento naval para civis para salvaguardar o Mar do Sul da China.

### Wang Zhanshan
Antigo conselheiro da divisão militar de Anyang na província de Henan. Participou da Guerra para Resistir à Agressão dos EUA e Ajudar a Coreia (Guerra da Coreia). Condecorado como Herói de Combate de Segunda-Classe" pelo Exército de Voluntários do Povo Chinês.

### Wei Deyou
Ex-empregado do Corpo de Produção e Construção de Xinjiang. Patrulhou as fronteiras da China por mais de 50 anos, cobrindo mais de 200 mil quilômetros. Persuadiu e evitou que milhares de indivíduos cruzarem as fronteiras.

### Wu Tianyi
Acadêmico da Academia Chinesa de Engenharia. Pesquisador em um hospital especializado para doenças do coração e do cérebro na província de Qinghai. Liderou serviços de primeiros socorros e prevenção de doenças de altitude durante a construção da Ferrovia Qinghai-Tibete.

### Xin Yuling
Ex-reitor e cirurgião-chefe de tórax no Hospital da Amizade China-Japão. Conhecido como o primeiro cirurgião chinês a realizar um transplante de pulmão. Condecorado como "Trabalhador Avançado Nacional".

### Zhang Guimei
Diretora do Colégio para Garotas Huaping em Lijiang, província de Yunnan. Fundou o primeiro colégio para garotas gratuito da China. Ajudou mais de mil e oitocentas garotas em áreas remotas a serem aprovadas em universidades.

### Zhou Yongkai
Ex-Secretário Adjunto do Partido Comunista da China no Comitê da Prefeitura de Daxian, província de Sichuan. Dedicado a projetos de erradicação da pobreza local. Liderou esforços na plantação de árvores e construção de uma reserva natural após sua aposentadoria.